# John Locke
John Locke (Wrington, Somerset, 29 de agosto de 1632-Essex, 28 de octubre de 1704) fue un filósofo y médico inglés, considerado como uno de los más influyentes pensadores del empirismo inglés, y conocido como el «Padre del Liberalismo Clásico». Fue uno de los primeros empiristas británicos. Influido por las ideas de Francis Bacon, realizó una importante contribución a la teoría del contrato social. Su trabajo afectó en gran medida el desarrollo de la epistemología y la filosofía política. Sus escritos influyeron en Voltaire y Rousseau, pensadores de la Ilustración francesa, así como los revolucionarios estadounidenses. Sus contribuciones al republicanismo clásico y la teoría liberal se reflejan en la Declaración de Independencia de los Estados Unidos y la Declaración de Derechos de 1689.
La teoría de la mente de Locke es frecuentemente citada como el origen de las concepciones modernas de la identidad y del yo, que figuran prominentemente en las obras de filósofos posteriores como Hume, Rousseau y Kant. Locke fue el primero en definir el yo como una continuidad de la conciencia. Postuló que, al nacer, la mente era una pizarra en blanco o tabula rasa. Al contrario que la filosofía cartesiana —basada en conceptos preexistentes—, sostuvo que nacemos sin ideas innatas, y que, en cambio, el conocimiento solamente lo determina la experiencia derivada de la percepción sensorial.
Estudió gracias a una beca en la prestigiosa Christ Church de Oxford, que, como era habitual entonces, reducía los estudios a la filosofía escolástica e ignoraba la filosofía cartesiana y los avances de la nueva ciencia o de las matemáticas. Decepcionado, reorientó su carrera hacia los experimentos químicos (fue colaborador de Robert Boyle) y al estudio de la medicina. Profesor de griego clásico en Oxford, hasta los treinta y cuatro años no leyó la filosofía de Descartes, la cual le despertó «el gusto para los estudios filosóficos» y construyó una influencia decisiva en él (lo veía como una verdadera alternativa a la escolástica). También recibió la influencia de Pierre Gassendi (filósofo crítico con Descartes y seguidor del epicureísmo) y en la filosofía política, de los británicos Hobbes y Shaftesbury. Vivió en Londres, durante cuatro años en Francia y estuvo brevemente exiliado en los Países Bajos. Cuando volvió a Londres, después de la Revolución Gloriosa, se convirtió en asesor de los whigs (representantes del partido liberal).

## Biografía

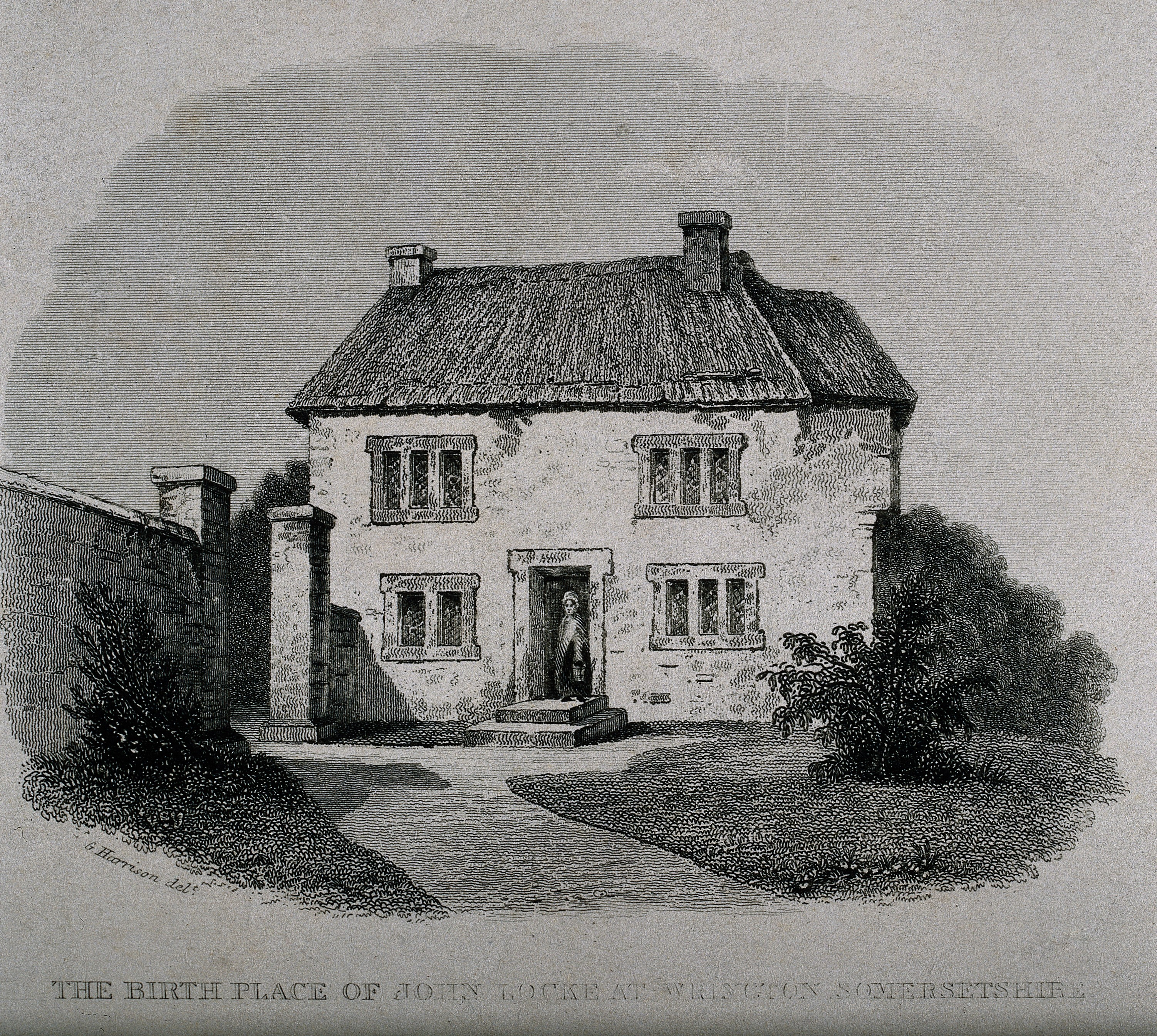
La cabaña donde Locke nació.

Nació el 29 de agosto de 1632, en una pequeña cabaña con techo de paja cerca de la iglesia en Wrington (Somerset), a unos doce kilómetros de Brístol. Fue bautizado el mismo día. El padre de Locke, también llamado John, era un abogado rural y empleado de los Juzgados de Paz en Chew Magna, quien se había desempeñado como capitán de caballería de las fuerzas parlamentarias durante la primera parte de la guerra civil inglesa. Su madre se llamaba Agnes Keene. Ambos padres eran puritanos. Poco después del nacimiento de Locke, la familia se trasladó a la zona mercantil de Pensford, a unos siete kilómetros al sur de Brístol, donde creció en una casa estilo Tudor rural en Belluton.
En 1647, Locke fue enviado a la prestigiosa Westminster School en Londres, bajo el patrocinio de Alexander Popham, un miembro del Parlamento y exjefe de su padre. Después de completar sus estudios allí, fue admitido en la Christ Church (Oxford). El decano del colegio en ese momento era John Owen, vicerrector de la universidad. Aunque un estudiante capaz, Locke se irritó por el plan de estudios de pregrado de la época. Encontró obras de los filósofos modernos, como René Descartes, más interesantes que el material clásico enseñado en la universidad. Mediante su amigo Richard Lower, a quien conocía desde la Westminster School, se introdujo a la medicina y la filosofía experimental que se aplicaba en otras universidades y en la Royal Society, de la que finalmente se convirtió en un miembro. 
Se le otorgó su licenciatura en 1656 y una maestría en 1658. Obtuvo un título de Medicina en 1674, porque estudió profundamente la Medicina durante su estancia en Oxford y trabajó con varios científicos y pensadores notables como Robert Boyle, Thomas Willis, Robert Hooke y Richard Lower. En 1666, conoció a lord Anthony Ashley Cooper, primer conde de Shaftesbury, que había llegado a Oxford en busca de tratamiento médico para una infección del hígado. Cooper estaba impresionado con Locke y lo convenció para convertirse en parte de su comitiva.
Locke había tratado de buscar una carrera estable y en 1667 se trasladó a la casa de lord Ashley en Exeter House, en Londres, para servir como su médico personal. En Londres, reanudó sus estudios de medicina bajo la tutela de Thomas Sydenham. Sydenham tuvo un efecto importante en el pensamiento filosófico natural de Locke —un efecto que se haría evidente en el Ensayo sobre el entendimiento humano—. 
El conocimiento médico de Locke fue puesto a prueba cuando la infección del hígado de Shaftesbury se convirtió en un peligro potencialmente mortal. Coordinó un consejo de varios médicos y fue probablemente fundamental para convencer a Shaftesbury para que se sometiera a una operación (aunque también comportaba una amenaza para su vida) para estirpar un quiste. Shaftesbury sobrevivió y se recuperó, agradeciéndole a Locke el haberle salvado la vida.
En 1671 tuvo lugar una reunión en la casa de Shaftesbury, que fue descrita en la «Epístola al lector» del Ensayo sobre el entendimiento humano, que inspiró el Ensayo.[cita requerida] Dos borradores existentes de este período todavía sobreviven. También durante ese tiempo, Locke desempeñó labores como secretario de la Junta de Comercio y Plantaciones y como secretario titular de los Lores de Carolina, donde aprovechó para dar forma a sus ideas sobre el comercio y la economía internacionales.
Shaftesbury, como uno de los fundadores del movimiento whig, ejerció una gran influencia en las ideas políticas de Locke. Éste se involucró en política cuando Shaftesbury se convirtió en lord canciller en 1672. Tras la pérdida del favor popular sufrida por Shaftesbury en 1675, Locke pasó algún tiempo viajando por toda Francia como tutor y asistente médico de Caleb Banks. Regresó a Inglaterra en 1679, cuando la fortuna política de Shaftesbury experimentó un breve cambio positivo. Alrededor de ese momento, muy probablemente en el apogeo de Shaftesbury, Locke compuso la mayor parte de los Dos tratados sobre el gobierno civil. Si bien se pensaba que Locke escribió los Tratados para defender la Revolución Gloriosa de 1688, estudios recientes han demostrado que la obra fue escrita antes de esa fecha. Actualmente la obra se considera como un argumento más general contra la monarquía absoluta (en particular, expuesto por Robert Filmer y Thomas Hobbes) y para alcanzar el consentimiento individual como la base de la legitimidad política. Aunque se asoció con influyentes whigs, ahora se considera que sus ideas acerca de los derechos naturales y el gobierno son bastante revolucionarias para ese período de la historia inglesa.
Huyó a los Países Bajos en 1683, ya que sobre él recaía una fuerte sospecha de haber participado en el complot de Rye House, aunque hay poca evidencia que sugiera que estuviera directamente involucrado en la trama. La filósofa y novelista Rebecca Newberger Goldstein sostiene que durante sus cinco años en Países Bajos, Locke eligió a sus amigos «entre los mismos miembros de librepensadores de grupos protestantes disidentes como el pequeño círculo de confidentes leales a Spinoza. [Baruch Spinoza había muerto en 1677.] Lo más probable es que Locke se reunieran con varios hombres en Ámsterdam que hablaron sobre las ideas de los judíos renegados quienes... insistían en identificarse por medio de su religión como la única razón». Aunque ella dijo que «las fuertes tendencias empiristas de Locke» le habrían «inclinado a leer una obra de grandiosa metafísica como la Ética de Spinoza, que entre otros aspectos era una profunda exposición de las ideas de Spinoza, y muy especialmente como un meditado argumento para bien de los racionalistas sobre tolerancia política y religiosa y la necesidad de la separación de Iglesia y Estado».
En los Países Bajos, tuvo tiempo para regresar a la escritura e invirtió mucho en volver a trabajar en el Ensayo y componer la Carta sobre la tolerancia. No volvió a casa hasta después de la Revolución Gloriosa, y acompañó a la esposa de Guillermo de Orange en su regreso a Inglaterra en 1689. La mayor parte de las publicaciones de Locke fue redactada después su regreso del exilio —su Ensayo sobre el entendimiento humano antes mencionado, los Dos tratados sobre el gobierno civil y la Carta sobre la tolerancia son impresos en rápida sucesión—.

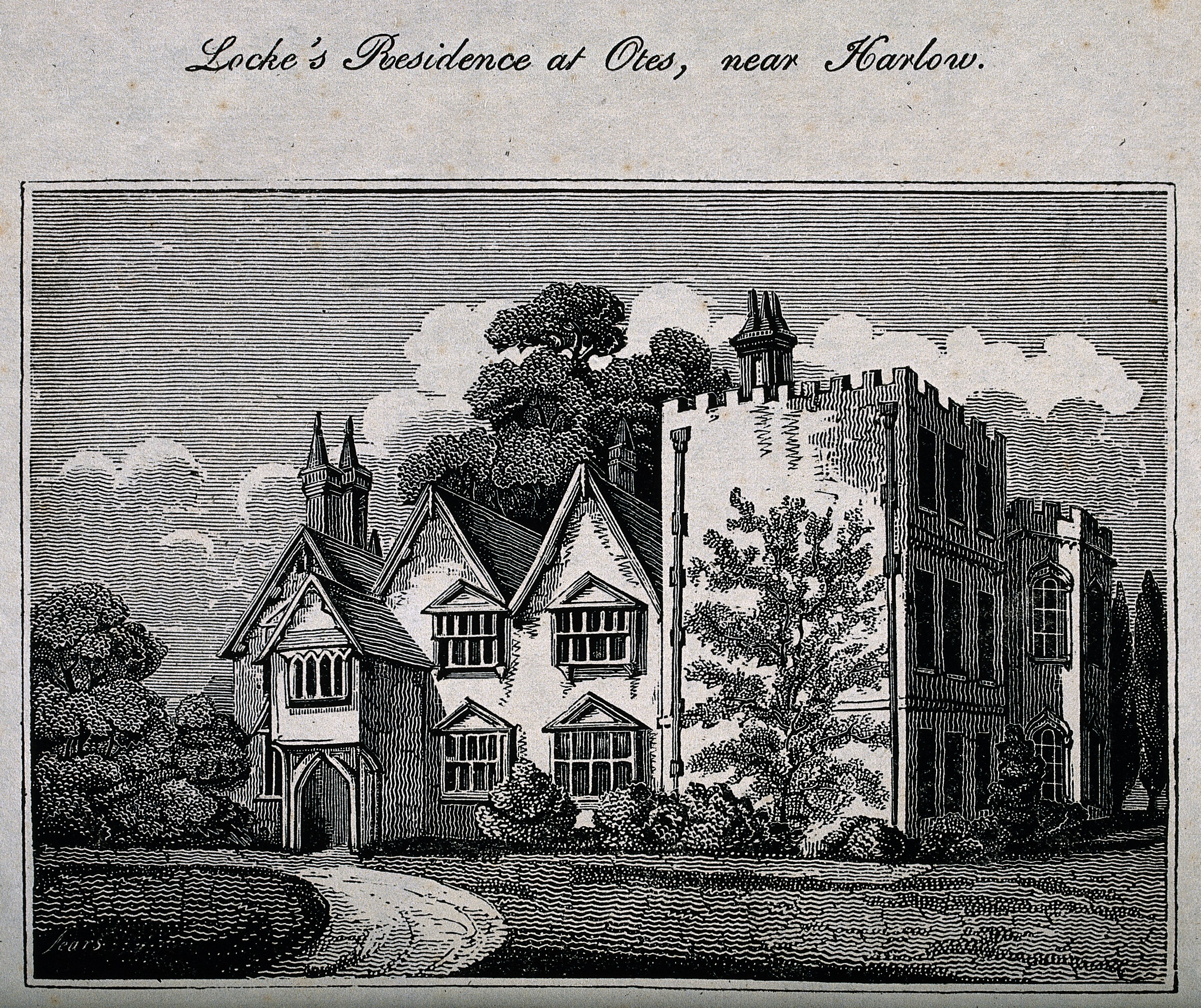
Residencia Otes, donde John Locke pasó los últimos catorce años de su vida.

La señora Masham, amiga íntima de Locke, lo invitó a la casa de campo de los Masham en Essex. Aunque su estancia allí estuvo marcada por una salud variable a raíz de sus ataques de asma, se convirtió en un héroe intelectual de los whigs. Durante este período, discutió temas con figuras como John Dryden e Isaac Newton.
Murió el 28 de octubre de 1704, y fue enterrado en el cementerio de la localidad de High Laver, al este de Harlow (Essex), donde había vivido en la casa de sir Francis Masham desde 1691. Locke nunca se casó ni tuvo hijos.
Los eventos que ocurrieron durante la vida de Locke incluyen la Restauración inglesa, la gran peste y el Gran Incendio de Londres. No llegó a presenciar el Acta de Unión de 1707, aunque se mantuvieron los tronos de Inglaterra y Escocia en unión personal durante toda su vida. La monarquía constitucional y una democracia parlamentaria estaban vigentes desde su infancia durante la época de Locke.

## Bases del pensamiento de John Locke
Su epistemología (teoría del conocimiento) no cree en la existencia del innatismo y el determinismo, considerando el conocimiento de origen sensorial, por lo que rechaza la idea absoluta en favor de la probabilística matemática. Para Locke, el conocimiento solamente alcanza a las relaciones entre los hechos, al cómo, no al porqué. Por otra parte cree percibir una armonía global, apoyado en creencias y supuestos evidentes por sí mismos, por lo que sus pensamientos también contienen elementos propios del racionalismo y el mecanicismo.
Cree en un Dios creador cercano a la concepción del gran relojero, basando su argumentación en nuestra propia existencia y en la imposibilidad de que la nada pueda producir el ser. Es decir, un Dios tal como lo describe el pensador racionalista, René Descartes, en el Discurso del método, en la tercera parte del mismo. De la esencia divina solamente pueden ser conocidos los accidentes y sus designios solamente pueden ser advertidos a través de las leyes naturales.
Trata la religión como un asunto privado e individual, que afecta solamente a la relación del hombre con Dios, no a las relaciones humanas. En virtud de esta privatización el hombre se libera de su dependencia de las imposiciones eclesiásticas y sustrae la legitimidad confesional a la autoridad política, puesto que considera que no hay base bíblica para un estado cristiano.
Considera la ley natural un decreto divino que impone la armonía global a través de una disposición mental (reverencia, temor de Dios, afecto filial natural, amor al prójimo), concretada en acciones prohibidas (robar, matar y en definitiva toda violación de libertad ajena), que obligan en favor de la convivencia.

## Epistemología
John Locke acabó su redacción en 1666, pero no fue publicada hasta 1690, año en que vio la luz bajo el título original inglés de An Essay Concerning Human Understanding.

En este tratado, Locke planteó los fundamentos del conocimiento humano y advirtió su intención de realizar una «obra moralmente útil». Concebida en la época de los grandes descubrimientos científicos (especialmente palpables en los trabajos de Christiaan Huygens e Isaac Newton), Locke pensaba que la filosofía tenía que participar en estos importantes avances, eliminando, por ejemplo, todas las invenciones y los conceptos inútiles acumulados durante los siglos anteriores. Según él, las analogías y las relaciones entre los contenidos del conocimiento son los elementos que permiten la elaboración de instrumentos críticos capaces de eliminar los conocimientos erróneos. Debido a su característico empirismo analítico, se opuso a las concepciones puramente mecanicistas y sistemáticas cartesianas y, pese a ser cuestionado por Gottfried Wilhelm Leibniz, su influencia sobre los filósofos de la Ilustración fue considerable.

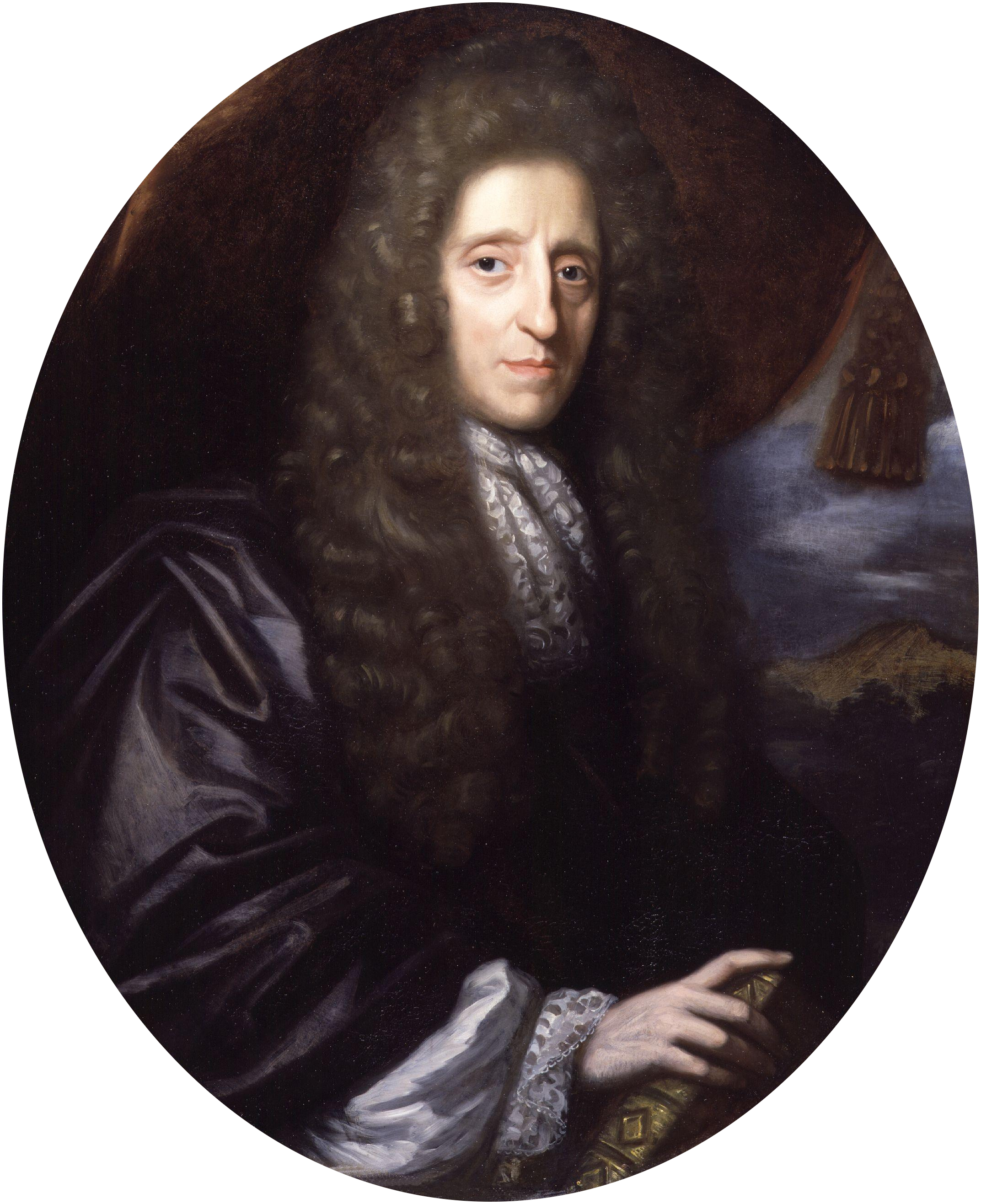
John Locke por Herman Verelst

- En el primer libro del Ensayo, Locke insistía en la necesidad de prescindir de consideraciones a priori y, en oposición a René Descartes, afirmaba que no existen conocimientos innatos y que solo debe ser tenida en cuenta la experiencia. Locke criticó la versión de Descartes del argumento del sueño contraargumentando que las personas no pueden tener dolor físico en los sueños como lo hacen en la vida.[12]
- En el segundo libro, propuso que la sensación (o ideas de la sensación, las «impresiones hechas en nuestros sentidos por los objetos exteriores») y la reflexión (o ideas de la reflexión, «reflexión del espíritu sobre sus propias operaciones a partir de ideas de sensación»), se fundamentan en la experiencia y en las ideas simples creadas por medio de la percepción inmediata derivada de las excitaciones que provienen de los objetos.
Los individuos tienen la capacidad de representar los objetos, así como una voluntad libre para determinarlos. La razón presenta las ideas simples en tres grupos: conjunción, abstracción y combinación.
La mente, además, tiene la capacidad de asociar y combinar estas ideas simples, produciendo así las ideas complejas que pueden ser: de sustancia (cosas individuales que existen), de modo (las que no existen en sí mismo sino en una sustancia) y de relaciones (que describen asociaciones de ideas).

- En el tercer libro se interesaba por las relaciones entre el lenguaje y el pensamiento, en la formación intersubjetiva del conocimiento. Las palabras remiten a ideas generales que son evidenciadas por sustracciones sucesivas de sus particularidades circunstanciales. Distinguía entre las esencias nominales (que son complejas, y establecidas para servir a la selección y clasificación de las ideas) y las esencias reales (para uso de la metafísica, inaccesibles a la razón, la cual no puede tener acceso a su conocimiento).

- En el cuarto libro trataba de averiguar lo que se establece a partir del acuerdo o desacuerdo entre dos ideas, ya fuera por intuición, por demostración racional o por conocimiento sensible. La confrontación práctica permite despejar la duda. No son conexiones entre las ideas nacidas de cualidades sensibles lo que percibimos. De hecho, el conocimiento humano se basa en las definiciones que da a las cosas llamadas «reales». El saber humano es, pues, limitado. Solo el conocimiento proporcionado por los sentidos puede indicar lo que de realidad hay en los objetos del mundo. La verdad es cuestión solo de palabras, mientras que la realidad interesa a los sentidos. A falta de algo mejor, para paliar la limitación de las posibilidades cognoscitivas de la realidad se puede intentar utilizar en un discurso la noción de cosas «probables». Para Locke, Dios es el resultado de una inferencia y las enseñanzas resultantes de la fe deben estar de acuerdo con la razón. Ateísmo y escepticismo están pues muy presentes en John Locke, como en la mayor parte de los empiristas ingleses.

En resumen la principal idea que subyace en el Ensayo es que únicamente la sensación permite la comprensión de la realidad y que la verdad pertenece solo al discurso.

### Tabula rasa
Locke define al yo como «esa cosa de pensamiento consciente (cualquiera que sea la sustancia, ya sea espiritual, material, simple o compuesta, no importa) que sea sensible o consciente de placer y dolor, capaz de felicidad o miseria, y así se preocupa por sí mismo, en la medida en que esa conciencia se extienda». Sin embargo, no ignora la «sustancia», y escribe que «el cuerpo también va a hacer al hombre». John Locke consideraba que la identidad personal es una cuestión de continuidad psicológica basada en la conciencia (es decir, la memoria), no en la sustancia del alma o del cuerpo. El Libro II, capítulo XXVII, titulado «Sobre identidad y diversidad», de su Ensayo sobre el entendimiento humano es una de las primeras conceptualizaciones modernas de la conciencia como la autoidentificación repetida de uno mismo. A través de esta identificación, la responsabilidad moral podría atribuirse al sujeto, y el castigo y la culpa podrían justificarse.
En su Ensayo, Locke explica el desarrollo gradual de esta mente consciente argumentando contra la visión agustiniana del hombre como originalmente pecaminoso, y contra la posición cartesiana, que sostiene que el hombre conoce de forma innata las proposiciones lógicas básicas. Locke plantea una mente «vacía», una tabula rasa, una tabla o un pizarrón en blanco. El aprendizaje se da a través de la experiencia en donde los sujetos ponen a prueba sus cinco sentidos. Las sensaciones y reflexiones son las dos fuentes de todas nuestras ideas.

### Ideas simples y complejas
Locke parte de que hay un objeto del pensamiento, y a este objeto lo llama idea. Según Locke las ideas simples son indivisibles y completas, pero no son siempre claras; son sin mezcla, homogéneas e inanalizables: no se puede pues ni definirlas ni explicarlas. No se puede tampoco comunicarlas, ni conocerlas sin experiencia personal. Estas ideas son solo los materiales de nuestro pensamiento. Distingue dos tipos de ideas: las ideas simples y complejas.
- Ideas simples: considera que son aquellas que proceden de la experiencia, y que el entendimiento recibe de un modo pasivo. En función de su procedencia, Locke afirma que pueden clasificarse a su vez en tres categorías: sensación, reflexión o ambas.
  - Ej: el color, el calor, el frío, el gusto, etc.
- Ideas complejas: son ideas elaboradas en la mente a partir de las ideas simples. Locke nos indica que existen cuatro categorías de ideas compuestas: sustancia, modos, relaciones y universales.

- Ej: la idea de espacio (modo), de causalidad (relación) o la idea de hombre (universal).

Según Locke, el entendimiento por composición agrupa una serie de ideas simples en un todo que él llama sustancia. Pero la sustancia sigue sin ser percibida. Locke finalmente afirma que la sustancia es algo necesario en la que van las cualidades pero incognoscible. Las sustancias son existencias independientes. Los seres que cuentan como sustancias incluyen a Dios, los ángeles, los humanos, los animales, las plantas y una variedad de cosas construidas. Los modos son existencias dependientes. Los modos nos dan las ideas de las matemáticas, la moral, la religión y la política y las convenciones humanas en general.

### Cualidades primarias y secundarias
El origen del realismo indirecto surge con John Locke al rechazar la afirmación de que los objetos físicos son los objetos directos de percepción. Locke clasificó las perfecciones sensoriales en dos cualidades de la siguiente manera:
- Las cualidades primarias son cualidades que son «explicativamente básicas», es decir, pueden ser referidas como la explicación de otras cualidades o fenómenos sin requerir explicación propia, y son distintas porque nuestra experiencia sensorial de ellas se asemeja a ellas en la realidad. (Por ejemplo, uno percibe un objeto como esférico precisamente por la forma en que están dispuestos los átomos de la esfera). Las cualidades primarias no pueden eliminarse ni por pensamiento ni por acción física, e incluyen masa, movimiento y, polémicamente, solidez.[24]
- Las cualidades secundarias son cualidades que la experiencia de uno no se parece directamente; por ejemplo, cuando uno ve un objeto como rojo, la sensación de ver enrojecimiento no se produce por alguna cualidad de enrojecimiento en el objeto, sino por la disposición de los átomos en la superficie del objeto que refleja y absorbe la luz de una manera particular. Las cualidades secundarias incluyen color, olor y sabor.[25]

### El conocimiento
Locke ha establecido pues, para este análisis de las ideas, que todos nuestros conocimientos tienen sobre nuestras ideas, sobre las relaciones que tienen entre ellas y sobre sus modificaciones. El conocimiento consiste pues en la percepción que tenemos de la conveniencia o la no conveniencia de que nuestras ideas tienen entre ellas. Conocer, es comparar ideas, descubrir cuáles son sus relaciones, y juzgar.
Distingue cuatro tipos de conveniencias y de no conveniencias que corresponden más o menos a ámbitos del conocimiento humano:
- identidad o diversidad (lógica)
- relación (matemática)
- coexistencia necesaria (física)
- existencia real (metafísica)

Distingue igualmente cuatro tipos de conocimiento: de las dos primeras se desprende la certeza; de la tercera la opinión y la probabilidad; de la cuarta la fe.

## Pensamiento político

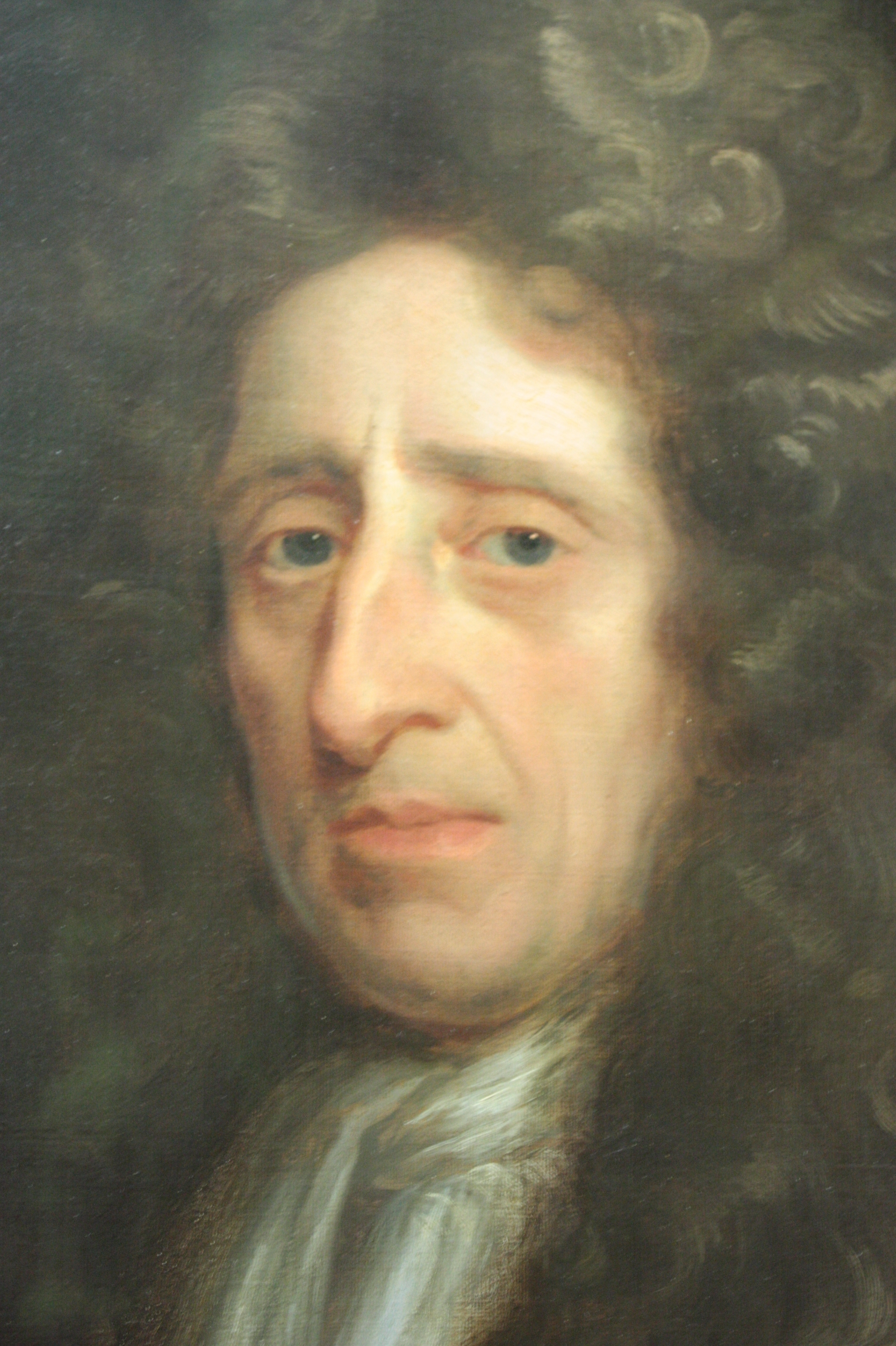
Retrato de John Locke por Godfrey Kneller, en el National Portrait Gallery.

Según sus ideas, el Estado tiene como misión principal proteger tres derechos naturales: la vida, la libertad y la propiedad privada de todo cuanto un hombre haya trabajado y pueda utilizar, ya que la propiedad tiene un límite; a estos tres derechos se añade un cuarto: el derecho a defender estos derechos, así como cualquier otra libertad individual de los ciudadanos, que el ciudadano cede al Estado mediante un consenso recogido por escrito o constitución. También sostiene que el gobierno debe estar constituido por un rey y un parlamento. El parlamento es donde se expresa la soberanía popular y donde se hacen las leyes que deben cumplir tanto el rey como el pueblo. Anticipándose a Montesquieu, a quien Locke influyó, describe la separación del poder legislativo y el ejecutivo. La autoridad del Estado se sostiene en los principios de soberanía popular y legalidad. El poder no es absoluto sino que ha de respetar los derechos humanos.
Al Estado le confiere funciones de decisión en controversias entre los individuos, en el contexto de la pluralidad y la tolerancia, puesto que se dan diversidad de opiniones e intereses entre los hombres, fruto de las distintas vías individuales de búsqueda de la felicidad, por lo que el desacuerdo y los conflictos son inevitables.
Postula que los hombres viven en el estado de naturaleza en una situación de paz y sometidos a leyes naturales que surgen de la razón (el derecho a ejercer justicia por mano propia y la limitación de la propiedad privada por medio de elementos en su mayoría perecederos). Los hombres salen de él tras haberse generado una situación de injusticia, tanto en el castigo como en el resarcimiento por el crimen cometido, que desemboca en un ciclo infinito de injusticias posteriores. Y que este proceso de creación de la sociedad civil y/o política se da por medio de un contrato social destinado a proteger la propiedad privada y la vida de los individuos.
Por fines pedagógicos este se divide en dos partes:
- Contrato de unión: Unidad de las partes para conformar una sociedad → Creación de la sociedad civil.
- Contrato de sujeción: Ligamento de los hombres a determinada construcción política → Creación de la sociedad política.

Esta sociedad política tiene como deber garantizar la justicia imparcial para no volver de nuevo a una situación de conflicto. Si no garantiza ni la propiedad privada, ni la vida, el contrato de sujeción se rompe y se forma otra organización política.

### Teoría de la propiedad-trabajo
La teoría de la propiedad-trabajo o de la apropiación-trabajo es una teoría del derecho natural que sostiene que la propiedad originalmente proviene de la aplicación del trabajo sobre los recursos naturales (esto no debe confundirse con la teoría del valor-trabajo). 
En su Dos tratados sobre el gobierno civil, el filósofo John Locke pregunta con base a qué derecho un individuo puede reclamar como propia una parte del mundo, cuando, según la Biblia, Dios le dio el mundo a toda la humanidad en común. Respondió que las personas son dueñas de sí mismas y, por tanto, dueñas de su propio trabajo. Cuando una persona trabaja, ese esfuerzo entra en el objeto. Así pues, el objeto se convierte en la propiedad de la persona. 
Locke argumentó en apoyo de los derechos de propiedad individual que son "derechos naturales". Tras el argumento de los frutos del trabajo son "suyos" porque él había trabajado por ellos, además, el trabajador también debe tener un derecho de propiedad natural sobre el propio recurso, porque -como Locke cree- la propiedad exclusiva es la primera necesidad para la producción. Jean-Jacques Rousseau más adelante criticó este segundo paso en el Discurso sobre la desigualdad, donde 
efectivamente sostiene que el argumento del derecho natural no se extenderá a los recursos que uno no crea. Ambos filósofos sostienen que la relación entre trabajo y propiedad se refiere sólo a la propiedad que no tenía dueño antes de este tipo de trabajo se llevara a cabo. 
La tierra en su estado original, se consideraría por no-apropiada por nadie, pero si un individuo aplica su trabajo a la tierra mediante la agricultura, por ejemplo, se convierte en su propiedad. El mero hecho de colocar una cerca alrededor de la tierra en lugar de utilizar la tierra no se adjunta como propiedad según la mayoría de los teóricos de la ley natural. Por ejemplo, el economista Murray Rothbard afirmó: 

Si arriba Colón a un nuevo continente, ¿es legítimo proclamar a todo el nuevo continente como suyo propio, o incluso el sector «tan lejos hasta donde el ojo puede ver»? Evidentemente, 
este no sería el caso en la sociedad libre que estamos postulando. Colón o Crusoe tendrían que utilizar la tierra, "cultivarla" de alguna manera, antes de que pudiera afirmar la propiedad sobre ella... Si hay más tierras que pueden ser utilizado por una limitada oferta de trabajo, entonces la tierra no utilizada debe simplemente seguir no-apropiada hasta que llegue un primer usuario a la escena. Cualquier intento de solicitar un nuevo recurso que alguien no usa tendría que ser considerado una invasión del derecho de propiedad de cualquiera que se convierta en el primer usuario.
Hombre, economía y Estado

La teoría de la propiedad-trabajo no sólo se aplica a la tierra en sí misma, sino a la aplicación de trabajo sobre la naturaleza. Por ejemplo, el iusnaturalista Lysander Spooner dice que una manzana tomada de un árbol sin propietario se convierte en propiedad de la persona que la cosecha, ya que ha trabajado para adquirirla. Él dice "la única manera, en la que 'la riqueza de la naturaleza' se puede hacer útil a la humanidad, es por su toma de posesión individualmente, y convirtiéndola en propiedad privada."

### Tolerancia religiosa
Locke, escribiendo sus Cartas sobre la tolerancia (1689-1692) después de las guerras de religión europeas, formuló un razonamiento clásico para la tolerancia religiosa. Tres argumentos son centrales: 
1. Los jueces terrenales, el Estado en particular y los seres humanos en general, no pueden evaluar de manera confiable las afirmaciones de verdad de los puntos de vista religiosos en competencia;
2. Incluso si pudieran, hacer cumplir una sola "verdadera religión" no tendría el efecto deseado, porque la violencia no puede obligar a la creencia;
3. Coaccionar la uniformidad religiosa conduciría a más desorden social que permitir la diversidad.

Aunque Locke era un defensor de la tolerancia, instó a las autoridades a no tolerar el ateísmo, porque pensaba que la negación de la existencia de Dios socavaría el orden social y conduciría al caos. En cuanto a los católicos, Locke cree que no se les puede confiar una lealtad genuina a la ley, ya que "deben una obediencia ciega a un papa infalible, que tiene las llaves de sus conciencias atado a su cinturón, y en ocasiones puede prescindir de todos sus juramentos, promesas y las obligaciones que tienen con su príncipe".
La intolerancia tiene, para Locke, su origen en la confusión entre Iglesia y Estado: Un Estado religioso no extrae su legitimidad del pueblo, sino de un derecho divino. Contra tal Estado teocrático, el individuo tiene el derecho de rebelarse.
Con respecto a su posición sobre la tolerancia religiosa, Locke fue influido por teólogos bautistas como John Smyth y Thomas Helwys, quienes habían publicado tratados que exigían libertad de conciencia a principios del siglo XVII. El teólogo bautista Roger Williams fundó la colonia Rhode Island en 1636, donde combinó una constitución democrática con libertad religiosa ilimitada. Su tratado The Bloody Tenent of Persecution for Cause of Conscience (1644), que se leyó ampliamente en la madre patria, fue una súplica apasionada por la libertad religiosa absoluta y la separación total de la Iglesia y el Estado. La libertad de conciencia había tenido una alta prioridad en la agenda teológica, filosófica y política, ya que Martín Lutero se negó a retractarse de sus creencias antes de la Dieta del Sacro Imperio Romano en Worms en 1521, a menos que la Biblia lo demostrara falso.

### John Locke y la esclavitud
John Locke estaba a favor de la esclavitud y la expropiación de los africanos y los pueblos nativos de las Américas, y propuso reintroducir una forma de servidumbre entre los trabajadores blancos. Fue uno de los principales inversores en la trata de esclavos inglesa a través de la Royal African Company y la compañía Bahama Adventurers.

## Pedagogía

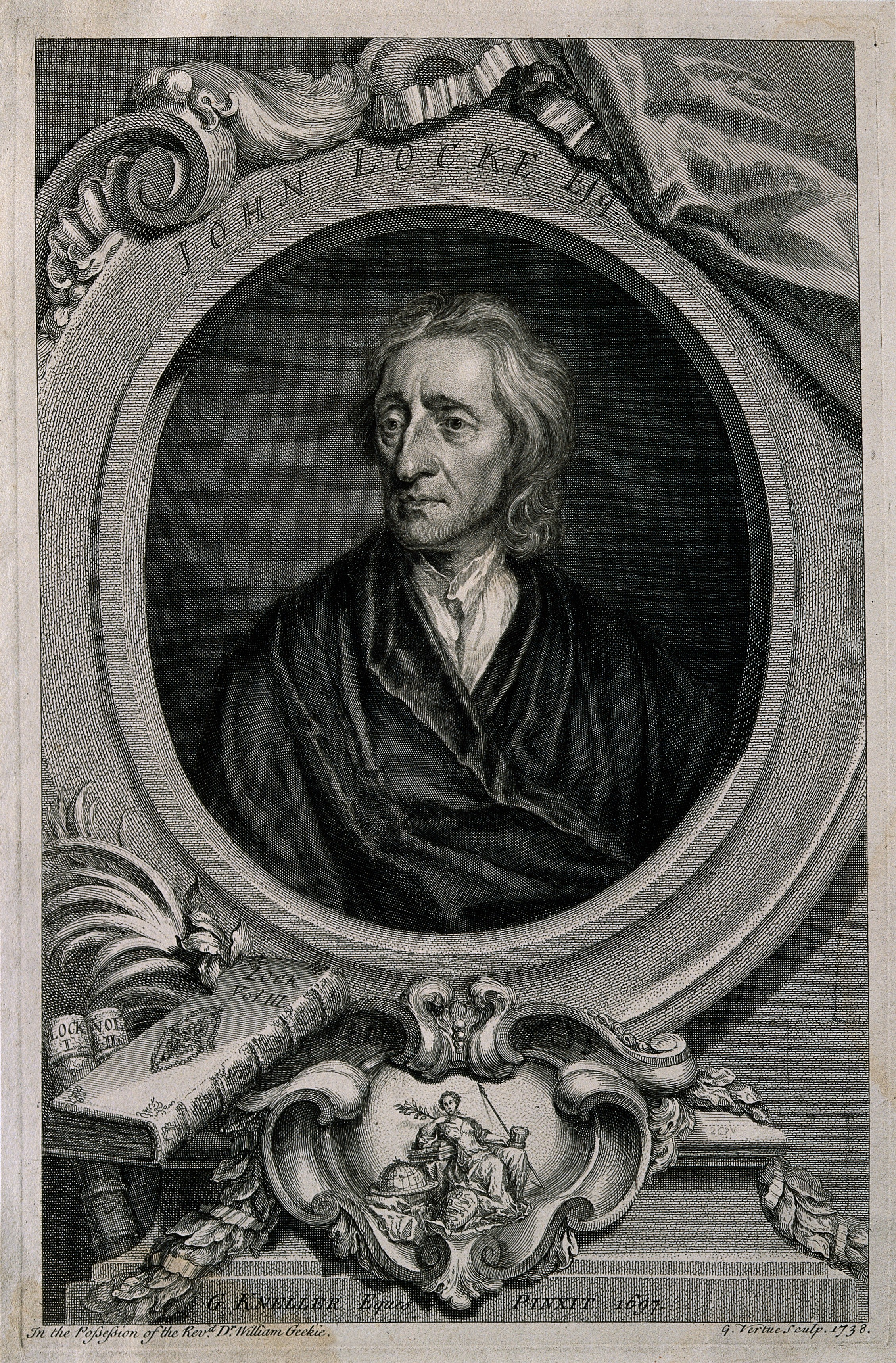
Grabado de John Locke por G. Vertue, 1738.

### La educación "caballeresca"
Todo su pensamiento pedagógico se preocupa por dictar ciertas normas para plasmar la personalidad que se quiere implantar en el alumno, y obviamente en este caso, se trata de hacer que los muchachos se vayan formando hasta llegar a ser "caballeros" en el sentido de "gentlemen".
Con todo esto, la educación que el plantea toma un sentido estrictamente disciplinario y así, las bases de su didáctica son el ejercicio y, obviamente, la disciplina; la disciplina es el camino para desarrollar en la mente humana, la costumbre de reflexionar y razonar, y así determinar el espíritu de quien se está educando, para que las costumbres caractericen también su personalidad en el futuro, como se explica en el párrafo anterior.
El propósito de la educación disciplinaria es tener bien claro la personalidad a la que se quiere llegar, la cual se explica en el siguiente apartado; significa también  «formar la persona capaz de pensar y querer libremente, tender a mejorarla a fin de que sea útil para sí y para la sociedad».
Para él, la Pedagogía es un doloroso y fatigoso procedimiento con el que se eliminan las malas costumbres y se potencian y desarrollan las mejores disposiciones, lo cual lo entendía como desarrollar una actitud "gentil" o "caballeresca" en el sentido de gentlemen, y no tanto como desarrollo intelectual o científico. La educación para el consistía en capacitar al hombre para la vida y para las necesidades de la sociedad, lo cual implica darle un oficio, consideraba bien darle a los pobres los oficios de menor dignidad, y a los ricos darles los oficios de mayor dignidad, esto mediante la educación.
El método de su instrucción es el intuitivo, lo que se refiere a que el conocimiento deriva de los sentidos, por lo que los muchachos deben descubrir el saber, guiándose con ayuda de la experiencia; aprenden tocando, viendo y admirando todo lo que les rodea. Además se «debe seguir paso a paso el desarrollo del niño».

### Características del gentilhombre
A través de su disciplina, John Locke quiere formar un gentilhombre moderno, sano y robusto y que cumpla con las siguientes características:
- Sabe desempeñar bien su oficio.

- Está en condiciones de ocupar un cargo de responsabilidad social.

- Tiene sentido del honor, por lo que es respetado por los demás.

- Ha aprendido más por los viajes que realiza y por la experiencia directa con las cosas que por los libros.

- Ha formado un criterio personal con el cual es capaz de juzgar las cosas.

- Posee un saber sólido y útil para la vida.

- Posee la virtud de saber dominar sus sentimientos y supeditarlos a la razón, antes de actuar de acuerdo a ellos.

### Educación intelectual
Lo primero que debía considerarse para hacer posible esta formación es que había que elegirse aquello que realmente fuera útil para la educación; para él, lo «útil para la formación intelectual del hombre es todo aquello que lo acostumbra a examinar los argumentos favorables o contrarios a una opinión dada, de modo que pueda asumir ante ello una actitud personal».
Educar dentro del campo intelectual, significa enseñar a razonar.
Así que, partiendo de esta idea, decía que la brevedad de la vida no permite darse el lujo de perder el tiempo en un programa de estudio que tenga solo valor estético, y no práctico, pues la instrucción humanista y formal, donde la enseñanza se enfoca principalmente en que los educandos aprendan griego y latín, solo le servirá a aquellos que quieran formarse como ‘sabios’ profesionales, pero su lengua materna, el niño la aprenderá porque reconocerá que es útil y no es necesario que alguien tenga que inculcársela y hacer que la aprenda.
Lo que verdaderamente es útil para su formación y que de verdad tiene un valor formativo para la inteligencia, es la enseñanza de la matemática y la lógica, porque éstas disciplinas potencian las facultades intelectuales y las habilitan para que se pueda aprender mejor.
De entre las disciplinas importantes para él, destacan la geografía, pues amplía la visión del caballero; la historia, porque estimula la imaginación y nos enseña también cómo el presente se encuentra determinado por el pasado.

### Educación física
El propósito de la educación física es seguir la evolución del niño y hacer que siga, también, una gradual disciplina. Asimismo, no solo tiene una finalidad higiénica o estética (como lo era para los humanistas), sino más bien ayuda a formar el carácter y una buena moralidad.
Plantea que el cuerpo debe ser sujetado a las rígidas normas del endurecimiento, tal como lo hacían los espartanos, para que así el hombre en un futuro pueda soportar la intemperie y su resistencia física le ayude a soportar las enfermedades o los sufrimientos.
Más que practicar gimnasia o deporte, aconseja practicar natación y equitación, debido a que son actividades útiles para cualquier circunstancia.
Por esto, era importante estudiar anatomía, pues así se es más consciente de las capacidades y funciones físicas que tenemos.

### Educación moral
En cuanto a la educación moral, es necesaria mucha más disciplina.
El fin de esta educación es alcanzar la virtud, la cual, para él, consiste en que debe aprenderse a querer siempre y solamente aquello que es bueno ante la razón y por lo tanto, es bueno no acostumbrar al hombre, desde niño, a darle todo lo que desee.
Para explicar mejor esta idea, Locke nos dice que «Quien de joven no ha sido acostumbrado por la fuerza a subordinar la propia voluntad a la razón de los demás, difícilmente aceptará someterse a la razón propia cuando esté en edad de hacer uso de ella».
Consideraba también, que los instintos debían dominarse con una disciplina que preparara al hombre, para que solamente hiciera aquellas cosas que no ofendieran ni la dignidad, ni la excelencia de una criatura razonable.
Para este tipo de educación recomendaba la lectura de Séneca y de Marco Aurelio.
De forma no menos importante, pero que no le da tanta importancia, es importante para él, que se conozcan las Bellas Artes, y en especial, que al caballero puede gustarle la pintura, pero no la poesía.

### Respecto de las clases bajas
Evidentemente, «su mayor preocupación era hacia las clases altas y tenía muy poca fe en la capacidad del hombre común».
Las consideraciones que tiene respecto a la educación de las clases bajas son, que los hijos de los pobres debían ser apartados de sus padres para educarlos en escuelas donde se les enseñara algún oficio, desde los tres hasta los catorce años. Los oficios que se les enseñarán serán sencillos.
Recalca aquí también, la importancia de la disciplina, ya que gracias a ella se evitará que los niños de clase baja se conviertan en delincuentes.
Inculcarles virtudes también es importante, principalmente el ahorro y el amor al trabajo.
Su educación moral se formará de acuerdo a los preceptos de la biblia.
Como se ve, «Locke no era partidario de la instrucción académica para los pobres, en su lugar, recomendaba el aprendizaje de un oficio, que decía empezar temprano por la mañana y terminar tarde por la noche».

### Papel del maestro
La habilidad del profesor residía en obtener y mantener la atención del alumno, para inclinarlo a seguir las normas y debía también respetar su natural desarrollo, apoyándose en el amor propio y en el sentido de honor que se supone el muchacho debía haber ya desarrollado.

## Epitafio
Original en latín:

SISTE, VIATOR, Hic juxta situs est Joannes Locke. Si qualis fuerit rogas, mediocritate sua contentum se vixesse respondet. Literis innutritus eousque profecit, ut veritati unice litaret. Hoc ex scriptis illius disce; quæ, quod de eo reliquum est majori fide tibe exhibebunt, quam epitaphii suspecta elogia. Virtutes si quas habuit, minores sane quam sibi laudi, tibi in exemplum proponeret. Vitia una sepeliantur. Morum exemplum si quæras, in evangelio habes; vitiorum utinam nusquam: mortalitatis, certe, quod prosit, hic et ubique.

Natum Anno Dom. 1632 Aug. 29º
Mortuum Anno Dom. 1704 Oct. 28º

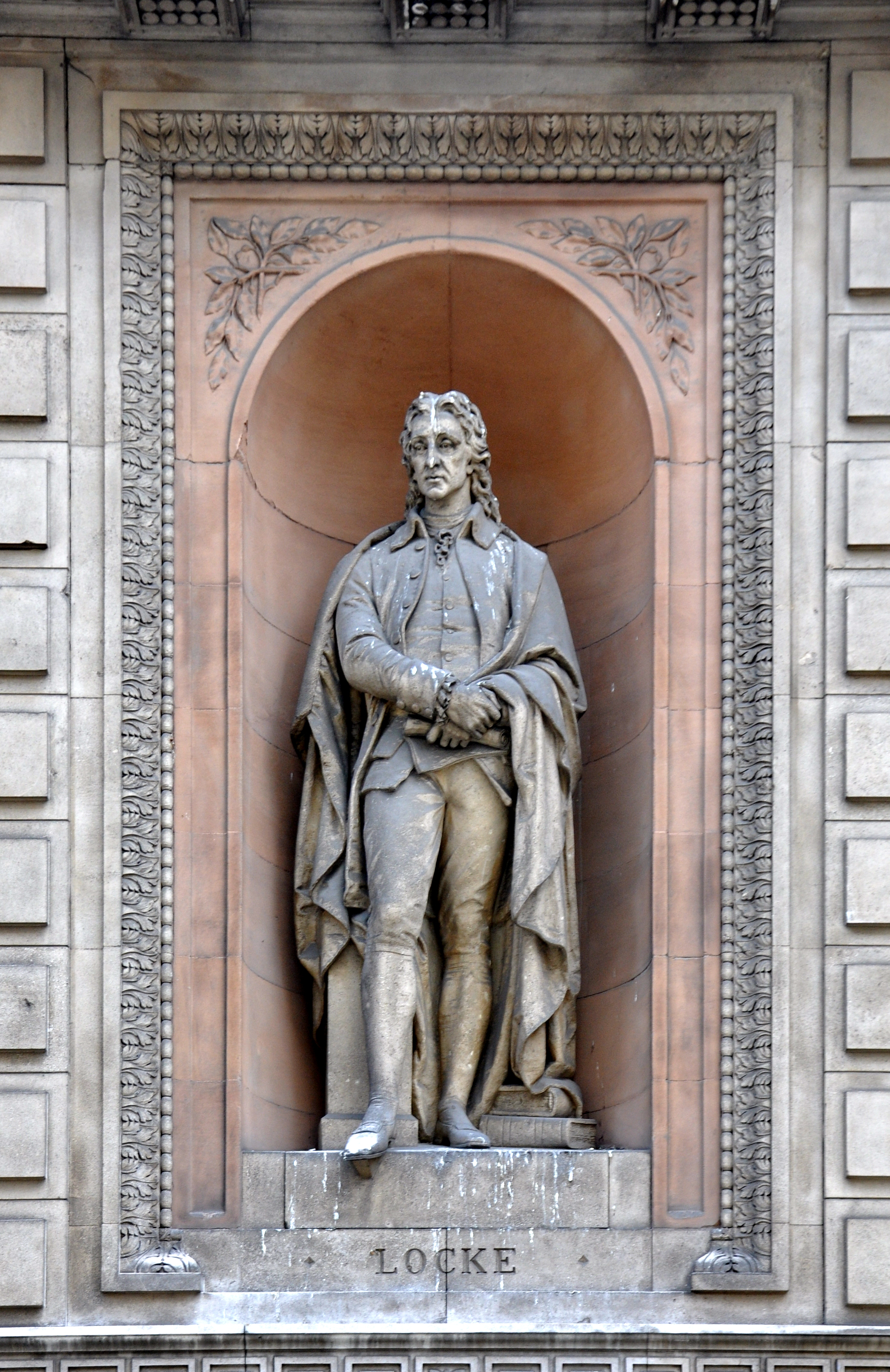
Estatua de John Locke en el 6 Burlington Gardens, Londres.

Memorat hac tabula - brevi et ipse interitura.

Traducido del latín:

Detente, viajero. Aquí yace John Locke. Si te preguntas qué clase de hombre era, él mismo te diría que alguien contento con su medianía. Alguien que, aunque no fue tan lejos en las ciencias, sólo buscó la verdad. Esto lo sabrás por sus escritos. De lo que él deja, ellos te informarán más fielmente que los sospechosos elogios de los epitafios. Virtudes, si las tuvo, no tanto como para alabarlo ni para que lo pongas de ejemplo. Vicios, algunos con los que fue enterrado. Si buscas un ejemplo que seguir, en los Evangelios lo encuentras; si uno de vicio, ojalá en ninguna parte; si uno de que la mortalidad te sea de provecho, aquí y por doquier.

Que nació el 29 de agosto del año de Nuestro Señor de 1632,
y que falleció el 28 de octubre del año de Nuestro Señor de 1704,

este epitafio, el cual también perecerá pronto, es un registro.

## Obras
- Ensayos sobre el gobierno civil (1660-1662)
- Ensayos sobre la ley de la naturaleza (1664)
- Ensayo sobre la tolerancia (1667)
- Compendio del Ensayo sobre el entendimiento humano (1688) publicado en la Bibliothèque universelle editada por Jean Leclerc
- Carta sobre la tolerancia (1689)
- Tratados sobre el gobierno civil (1689). Reeditado en 1690, 1698 y 1713. Cada reedición incluye cambios y variaciones sobre la anterior. Aunque el propio Locke comunicó en una carta que la última versión (publicada póstumamente por su secretario en 1713) es la que quería que "pasara a la posteridad", actualmente se siguen editando traducciones de la primera y tercera versión. Existen importantes cambios, especialmente en el capítulo V, sobre la propiedad. Cf. Peter Laslett, «Introduction». En Two Treatises on Government (Cambridge: Cambridge University Press, 1991).
- Ensayo sobre el entendimiento humano (1690)
- Segunda Carta sobre la Tolerancia (1690)
- Algunas consideraciones sobre las consecuencias de la reducción del tipo de interés y la subida del valor del dinero (Redactado en 1668 y publicado en 1691). Título original: Some Considerations of the Consequences of the Lowering of Interest, and Raising the Value of Money Archivado el 24 de mayo de 2013 en Wayback Machine..
- Tercera Carta sobre la Tolerancia (1692), en la que defiende sus propios argumentos de los ataques de Joan Proast.
- Algunos pensamientos sobre la educación (1693)
- Racionabilidad del cristianismo (1695)
  - Una vindicación de la racionabilidad del cristianismo (1695)
- Más consideraciones acerca de la subida del valor del dinero (1695). Título original: Further Considerations Concerning Raising the Value of Money Archivado el 24 de mayo de 2013 en Wayback Machine..

### No publicados o manuscritos póstumos
- 1660. Primer Tratado de Gobierno (o the English Tract)
- c.1662. Segundo Tratado de Gobierno (o the Latin Tract)
- 1664. Questions Concerning the Law of Nature (texto definitivo en latín, con trad. al inglés de Robert Horwitz et al., eds., John Locke, Questions Concerning the Law of Nature, Ithaca: Cornell University Press, 1990).
- 1667. Essay Concerning Toleration
- 1669. The Fundamental Constitutions for the Government of Carolina. (Existe una polémica sobre si este manuscrito es una obra original de Locke, o que en la redacción de la misma ejerce simplemente su papel de secretario de los Lords Proprietors of Carolina. Ver J. R. Milton, «John Locke and the Fundamental Constitutions of Carolina.» en Locke, ed. J. Dunn y I. M. Harris, Lyme, USA: Edward Elgar Publ., 1997, 463-485; W. Glausser, «Three Approaches to Locke and the Slave Trade.» Journal of the History of Ideas 51, n.º 2, Jun. 1990: 199-216; J. Tully, “Rediscovering America: The Two Treatises and Aboriginal Rights,” en Locke's Philosophy: Content and Context, ed. G. A. J. Rogers, Oxford: Clarendon Press, 1994, 165-196; K. H. D. Haley, The first Earl of Shaftesbury, Oxford: Claredon Press, 1968; J. Farr «So Vile and Miserable an Estate": The Problem of Slavery in Locke's Political Thought.» Political Theory 14, no. 2, mayo de 1986: 263-289; S. Drescher, «On James Farr's 'So Vile and Miserable an Estate'.» Political Theory 16, n.º 3, Ago. 1988: 502-503; J. Farr, «"Slaves Bought with Money": A Reply to Drescher.» Political Theory 17, n.º 3, Ago. 1989: 471-474.)
- 1676. Obligación de las Leyes Penales. (Título original: Obligation of Penal Laws).
- 1681-2. A defence of nonconformity en respuesta al sermón de Edward Stillingfleet. (El texto fue probablemente escrito por John Locke. Ver J. Marshall, John Locke: Resistance, Religion, and Responsibility, Cambridge: Cambridge University Press, 1994, 96-110. Sin embargo, Cranston sostiene que también pudo participar James Tyrrel en la redacción del panfleto. Cf. Cranston, M., John Locke: A Biography, London: Longmans, 1968, p. 194.
- 1686-7. De la ética en general. (Título original: Of Ethick in General).
- 1690. De la Alianza y la Revolución. (Título original: On Allegiance and the Revolution).
- 1697. Ensayo sobre la ley de pobres. (Título original: Essay on the Poor Law).
- 1706. La conducta del entendimiento
- 1707. Paráfrasis & Notas en las Epístolas de San Pablo

## Ediciones
- The Works of John Locke, a cargo de L. J. Churchill, 3 volúmenes, Londres 1714
- The Works of John Locke, 9 volúmenes, Londres 1853

Una fuente de información sobre bibliografía de y sobre John Locke es John Locke Resources, sitio web desarrollado por la Universidad de Pensilvania y dirigido por Roland Hall, donde se encuentra el repositorio completísimo y actualizado mensualmente. Incluye fuentes primarias y secundarias en todos los idiomas.
A continuación se detalla ediciones de las obras de John Locke en castellano:
- LOCKE, J., Obra completa. Edición Agustín Izquierdo. Biblioteca de Grandes Pensadores. Madrid: Editorial Gredos, 2013. ISBN 978-84-249-0455-5.
- LOCKE, J., Ensayo sobre la tolerancia y otros escritos sobre ética y obediencia civil. Selección de textos, traducción, introducción y notas de Blanca Rodríguez López y Diego A. Fernández Peychaux. Madrid: Biblioteca Nueva, 2011. ISBN 978-84-9940-231-4.
- LOCKE, J., La ley de la naturaleza, traducción Carlos Mellizo, Clásicos del Pensamiento, Madrid, Tecnos, D. L., 2007. ISBN 978-84-309-4538-2.
- LOCKE, J., Segundo Tratado sobre el Gobierno Civil: un ensayo acerca del verdadero origen, alcance y fin del gobierno civil, traducción de Carlos Mellizo, Clásicos del pensamiento, Madrid, Tecnos, 2006. ISBN 84-309-4435-4.
- LOCKE, J., Ensayo y Carta sobre la Tolerancia, traducción Carlos Mellizo, Madrid, Alianza Editorial, 2005. ISBN 84-206-3983-4.
- LOCKE, J., Escritos políticos juveniles (II): El ensayo latino de 1662. Traducción C. Amor. Buenos Aires: Devs Mortalis, Nro. 2, 2003.
- LOCKE, J., Segundo Ensayo sobre el gobierno civil. Un ensayo sobre el verdadero origen, alcance y finalidad del gobierno civil. Traducción Cristina Piña. Buenos Aires: La página-Losada, 2003. ISBN 950-03-9241-0.
- LOCKE, J., Escritos políticos juveniles (I): El ensayo inglés de 1660. Traducción C. Amor. Buenos Aires: Devs Mortalis, Nro. 1, 2002.
- LOCKE, J., Segundo Tratado Sobre El Gobierno: un ensayo acerca del verdadero origen, alcance y fin del gobierno civil, ed. de Pablo López Álvarez, Clásicos del Pensamiento 7, Madrid, Biblioteca Nueva, 1999. ISBN 84-7030-625-1. (Reproducción de la 3.ª edición)
- LOCKE, J., Escritos Monetarios. Introducción de Martín Victoriano, traducción de María Olaechea, Madrid, Pirámide, 1999. ISBN 84-368-1295-6.
- LOCKE, J., Escritos Sobre La Tolerancia. Madrid: Centro de Estudios Políticos y Constitucionales, 1999. ISBN 84-259-1089-7.
- LOCKE, J., Compendio del Ensayo sobre el Entendimiento Humano. Traducción Rogelio Rovira y Juan José García Norro, Madrid, Tecnos, 1998. ISBN 84-206-7291-2.
- LOCKE, J., Ensayos sobre la ley natural. Edición crítica a cargo de Isabel Ruiz-Gallard. Madrid : Universidad Complutense, Facultad de Derecho, Servicio de Publicaciones: Centro de Estudios Superiores y Jurídicos Ramón Carande, D.L. 1998. ISBN 84-89764-96-4.
- LOCKE, J., Lecciones sobre la Ley Natural: Discurso fúnebre del censor. Introducción de Manuel Salguero; traducción del latín y notas de Manuel Salguero y Andrés Espinosa. Granada: Comares, 1998. ISBN 84-8151-753-4.
- LOCKE, J., Examen de la Opinión del Padre Malebranche de que vemos todas las Cosas En Dios. Traducción Juan José García Norro. Excerpta Philosophica 8, Madrid, Facultad de Filosofía de la Universidad Complutense, 1994. ISBN 84-88463-04-9.
- LOCKE, J., Ensayo sobre el Entendimiento Humano, traducción Edmundo O’Gorman, México [etc.], Fondo de Cultura Económica, 1994. ISBN 958-38-0006-6.
- LOCKE, J., La conducta del entendimiento y otros ensayos póstumos. Introducción, traducción y notas de Ángel. M. Lorenzo. Barcelona: Anthropos [etc.], 1992. ISBN 84-7658-296-X.
- LOCKE, J., Dos Ensayos sobre el Gobierno Civil, ed. Joaquín Abellán, traducción Francisco Giménez Gracia, Madrid, Espasa-Calpe, 1991. ISBN 84-239-7240-2.
- LOCKE, J., Obras Varias y Correspondencia de (y sobre) John Locke. Selección, traducción, introducción y notas de Carmen Silva y José Antonio Robles, Iztapalapa, México, D., Universidad Autónoma Metropolitana, 1991. ISBN 970-620-053-3.
- LOCKE, J., Pensamientos sobre la Educación, traducción de Rafael Lassaletta, Madrid, Akal, 1986. ISBN 84-7600-095-2
- LOCKE, J., La Racionalidad del Cristianismo, traducción de Leandro González Puertas, Madrid, Ediciones Paulinas, 1977. ISBN 84-285-0648-5.
- FILMER R. y LOCKE, J., La polémica Filmer-Locke sobre la obediencia política, ed. Estudio preliminar de Rafael Gambra, traducción Carmela Guitierrez de Gambra, ed. Clásicos Políticos, Madrid, Instituto de Estudios Políticos, 1966.